# Universidade de Rio Verde
A Universidade de Rio Verde (UniRV) é uma universidade pública municipal brasileira, sediada no município de Rio Verde, no estado de Goiás. Possui campi nas cidades de Aparecida de Goiânia, Caiapônia, Goianésia, Formosa e Luziânia.

## História
O percurso histórico da UniRV inicia-se em 1968, a partir da criação do curso de pedagogia, modificado para letras no mesmo ano, como extensão da Universidade Católica de Goiás (atual Pontifícia Universidade Católica de Goiás - PUC Goiás). A possibilidade de um curso de extensão mantido inteiramente pela PUC Goiás foi abandonada obrigando a comunidade rio-verdense a se organizar para criar, em 1969, a Sociedade de Ensino de Rio Verde (Serve), que funcionaria como entidade mantenedora do curso. No ano seguinte a Serve é substituída pela Fundação Universitária de Rio Verde (Furv). Até o momento era uma fundação privada sem participação pública.
Em 1973, a Furv foi substituída pela Fundação de Ensino Universitário de Rio Verde (Feurv), desta vez funcionado com dotação orçamentária municipal. Com a entrada do poder público a PUC Goiás retira-se definitivamente e renuncia aos direitos pelo curso de letras. A Feurv cria a Faculdade de Filosofia da Fundação Universitária de Rio Verde (Fafi-Fesurv) em 19 de março de 1973. Inicia o novo formato em 3 de agosto de 1973, adicionando os cursos de licenciatura curta de estudos sociais, ciências e pedagogia. Seguiu-se que, em 1974, a Feurv passou a se chamar Fundação de Ensino Superior de Rio Verde (Fesurv).
No dia 24 de fevereiro de 2003, por meio da Lei nº 4.541, foi criada a Universidade de Rio Verde (UniRV) a partir da elevação da Fafi-Fesurv. A Fesurv permaneceu como fundação mantenedora.